# Bitwa o Palmyrę (marzec 2016)
Bitwa o Palmyrę – operacja wojskowa Sił Zbrojnych Syrii i ich sojuszników przeciwko organizacji terrorystycznej Państwo Islamskie, w dniach 5–27 marca 2016, mająca na celu odbicie miasta Palmyra.

## Kontekst
21 maja 2015 miasto Palmyra (Tadmur) zostało zajęte przez samozwańcze Państwo Islamskie (ISIS). W czasie okupacji Palmyry terroryści dokonywali publicznych egzekucji żołnierzy (jeńców) i masowych mordów na ludności cywilnej. W sierpniu terroryści zamordowali m.in. archeologa Chalida al-Asada, po czym zdewastowali starożytne budowle zaliczane do listy światowego dziedzictwa UNESCO.
Na początku marca 2016 roku Syryjczycy przystąpili do koncentracji sił na froncie 10 km na zachód od Palmyry, aby przejść do ofensywy mającej wyzwolić Palmyrę spod panowania ISIS. Dowództwo nad operacją objął Suhajl al-Hasan, zaś główną siłą natarcia miały być Siły Tygrysa oraz Brygada Sokołów Pustyni. W operacji wzięła też udział 67 Brygada syryjskiej armii i oddział Hezbollahu.

## Przebieg

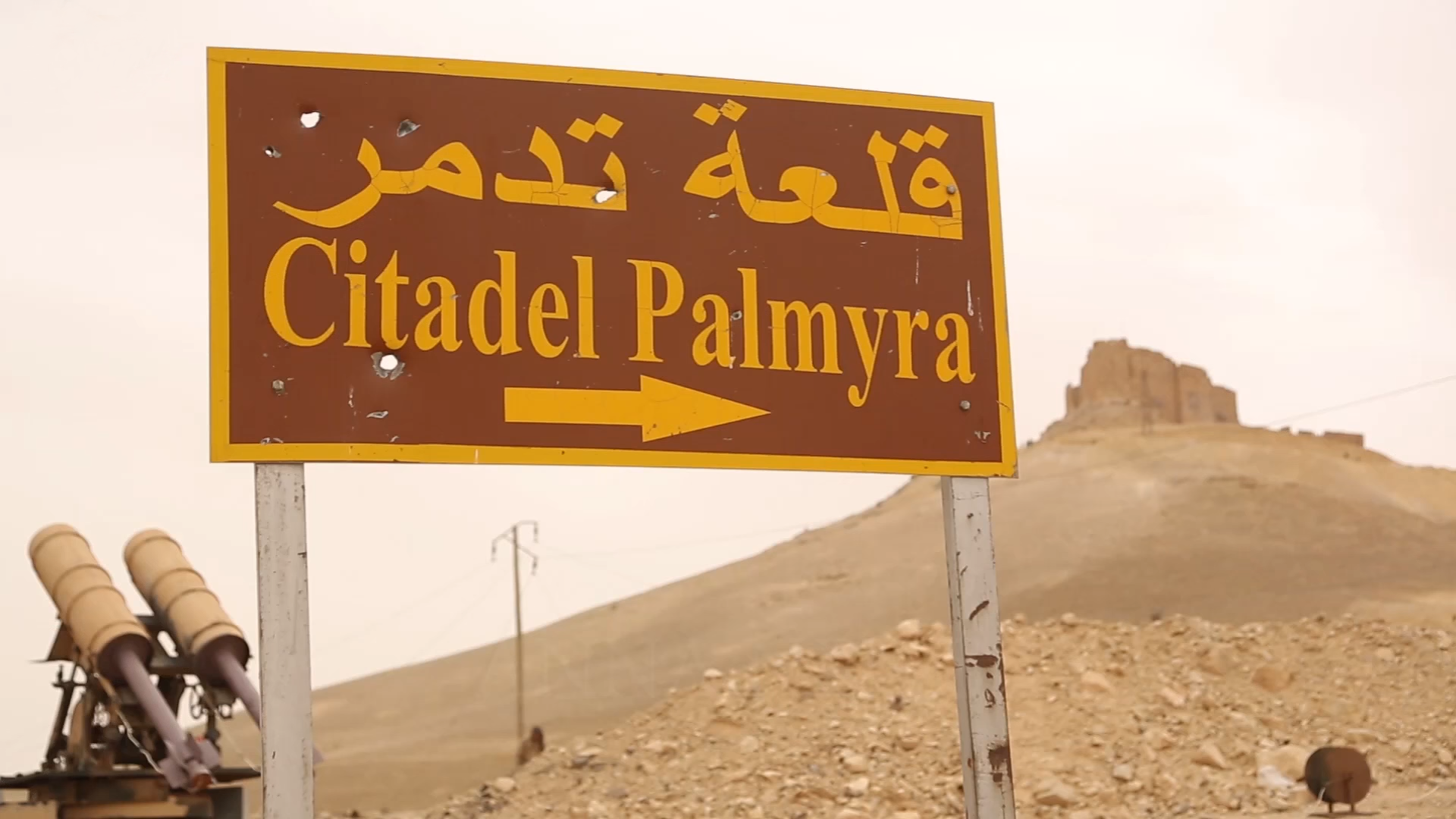
Cytadela Tadmur

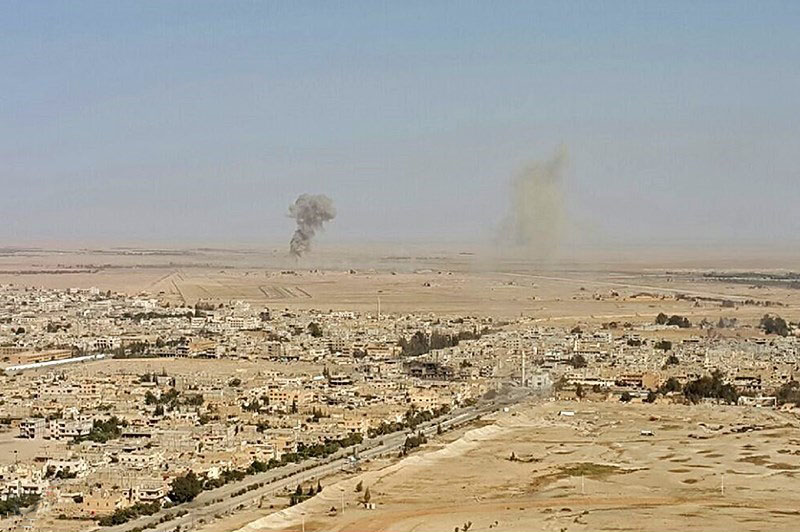
Widok na Palmyrę, 28 marca 2016

5 marca 2016 rosyjskie lotnictwo, sojusznik Syrii, zaczęło naloty na pozycje ISIS w dystrykcie Tadmur, do 11 marca eliminując minimum 32 dżihadystów. 12 marca Dowództwo Sił Zbrojnych Syrii stwierdziło, że kolejnym celem po odzyskaniu Palmyry będzie przerwanie oblężenia Dajr az-Zaur we wschodniej części kraju.
Główne walki lądowe rozpoczęły się 12 marca, kiedy syryjska armia ruszyła na górę Dżabal Kasun, gdzie znajduje się Cytadela Tadmur. W sumie natarcie skierowano na trzy flanki Palmyry, próbując otoczyć miasto. 14 marca żołnierze z „Sił Tygrysa” zdobyli wzgórze nr 800 na południowy zachód od miasta. Tym samym syryjskie wojska znalazły się o 4 km od Palmyry.
17 marca dżihadyści podjęli nieudaną próbę kontrataku na zachód od Palmyry, lecz zostali odparci przez silną obronę syryjskiej armii i Hezbollahu. W tym czasie z regionu Latakii wysłano na front palmyrski dodatkowe siły złożone z bojowników ochotniczych Sił Obrony Narodowej (NDF). Tegoż dnia zginął rosyjski żołnierz starszy lejtnant Aleksandr Prochorienko, który otoczony przez terrorystów wezwał lotnictwo aby zbombardowało jego pozycję. W wyniku nalotu zginął wraz z kilkunastoma otaczającymi go terrorystami. Następnego dnia syryjscy żołnierze i bojownicy Hezbollahu wspólnie obsadzili dwa wzgórza w pobliżu Cytadeli Tadmur.
20 marca Syryjczycy zdobyli dwa wzgórza z widokiem na drogę Asrijja–Palmyra, tym samym odcinając jedną z głównych tras zaopatrzeniowych ISIS. 21 marca bojownicy Hezbollahu przejęli wzgórze At-Tarr, lecz tego dnia w incydencie friendly fire zginęło 17 Syryjczyków. W tym czasie do walczących dołączył irański oddział sił specjalnych i towarzyszący mu szyiccy ochotnicy. 22 marca do bitwy włączyli się też bojownicy NDF. Tegoż dnia Syryjczycy przejęli kontrolę nad ważnym skrzyżowaniem dróg, nazywanym trójkątem palmyrskim.
Od 24 marca walki trwały już w samym mieście. Oddziały syryjskiej armii i Hezbollahu skierowali się na budynki, w których rezydowali terroryści ISIS, w tym hotel. 26 marca żołnierze zdobyli osiedle Al-Amirijja w północnej części miasta, jak i przejęli kontrolę nad stanowiskami archeologicznymi. Terroryści pozostawiali za sobą bomby samochodowe i miny, ewakuując się do miejscowości As-Suchna.
26 marca żołnierzy pod Palmyrą odwiedził generał Ali Abdullah Ajjub, szef sztabu generalnego. 27 marca 2016 syryjska armia ogłosiła pełne wyzwolenie tego miasta. Ogółem w bitwie zabito 450 terrorystów, zaś po stronie syryjskiej zginęło 191 żołnierzy i ochotników.

## Następstwa
4 kwietnia syryjska armia przy wsparciu rosyjskiego lotnictwa odbiła spod kontroli ISIS miasteczko Al-Karjatajn, położone na zachód od Palmyry.
Po odzyskaniu Palmyry, syryjscy i rosyjscy saperzy przystąpili do rozminowywania okolicy. Do 30 kwietnia 2016 usunęli oni 5000 ładunków wybuchowych pozostawionych przez ISIS. 5 maja odbył się koncert rosyjskiej orkiestry w starożytnym teatrze w Palmyrze.
Z powodu ataków rebeliantów w innych częściach Syrii, syryjska armia musiała zrezygnować z planowanej ofensywy na Dajr az-Zaur, zamiast tego skupiając się na walkach w północno-zachodniej części kraju. Do obrony Palmyry pozostawiono 67. Brygadę, podczas gdy reszta sił zaangażowanych w marcowe natarcie została przeniesiona na fronty w regionach Latakii i Aleppo.
Palmyra została znów zaatakowana i zdobyta przez ISIS w grudniu 2016, ponownie zaś odzyskana przez rząd Syrii w 2017.